# Tamer Ashraf Mohamed
Tamer Ashraf Mohamed (* 12. Januar 2005) ist ein ägyptischer Leichtathlet, der sich auf den Stabhochsprung spezialisiert hat und in dieser Disziplin Inhaber des ägyptischen Landesrekords ist.

## Sportliche Laufbahn
Erste internationale Erfahrungen sammelte Tamer Ashraf Mohamed im Jahr 2021, als er bei den Arabischen-U18-Meisterschaften in Radès mit übersprungenen 4,60 m die Goldmedaille im Stabhochsprung gewann und über 110 m Hürden mit 14,83 s im Vorlauf ausschied. Im Jahr darauf siegte er bei den Arabischen-U20-Meisterschaften ebendort mit 4,80 m und im selben Jahr verbesserte er den ägyptischen Landesrekord auf 5,07 m. 2023 siegte er dann mit 5,00 m bei den U20-Afrikameisterschaften in Ndola und belegte anschließend bei den Arabischen U23-Meisterschaften in Radès mit 4,75 m den vierten Platz. Daraufhin gewann er bei den Arabischen Meisterschaften in Marrakesch mit neuem Landesrekord von 5,20 m die Silbermedaille hinter dem Katarer Seif Heneida. 2024 belegte er bei den U23-Mittelmeer-Meisterschaften in Ismailia mit 4,75 m den fünften Platz und zuvor gewann er bei den Arabischen U20-Meisterschaften ebendort mit 5,10 m die Silbermedaille. Im August verpasste er bei den U20-Weltmeisterschaften in Lima mit 4,80 m den Finaleinzug.
In den Jahren 2022 und 2024 wurde Ashraf Mohamed ägyptischer Meister im Stabhochsprung.